# Tour de France 2000
87. Tour de France rozpoczął się 1 lipca we francuskim wesołym miasteczku Futuroscope, a zakończył się 23 lipca w Paryżu. Wyścig składał się z 21 etapów, w tym 11 etapów płaskich, 2 etapów pagórkowatych, 5 etapów górskich i 3 etapów jazdy na czas. Cała trasa liczyła 3662 km.

## Klasyfikacje
Klasyfikację generalną wygrał po raz drugi z rzędu Amerykanin Lance Armstrong, wyprzedzając Niemca Jana Ullricha i Hiszpana Josebę Belokiego. Niemiec Erik Zabel wygrał klasyfikację punktową, Kolumbijczyk Santiago Botero wygrał klasyfikację górską, a Hiszpan Francisco Mancebo był najlepszy w klasyfikacji młodzieżowej. Najaktywniejszym kolarzem został Holender, Erik Dekker. W klasyfikacji drużynowej najlepsza była hiszpańska drużyna Kelme-Costa Blanca.

## Doping
Przed startem wyścigu wszyscy zawodnicy obowiązkowo musieli się poddać badaniom. Badań tych nie przeszli trzej kolarze: Rosjanin Siergiej Iwanow z drużyny Farm Frites, Włoch Rossano Brasi z Team Polti i Słoweniec Andrej Hauptman z Vini Caldirola-Sidermec. We krwi wszystkich trzech wykryto zbyt duży poziom hematokrytu we krwi, co sugerowało stosowanie erytropoetyny (EPO). Cała trójka została wykluczona z rywalizacji.
Po zakończeniu 16. etapu testów antydopingowych nie przeszedł francuski kolarz Emmanuel Magnien. W jego krwi wykryto kortykosteroidy. Zwycięzca klasyfikacji punktowej, Erik Zabel, także stosował doping, do czego przyznał się w 2013 roku.
W 2012 roku Armstrong został dożywotnio zdyskwalifikowany za stosowanie dopingu przez Amerykańską Agencję Antydopingową. Anulowano także wszystkie jego wyniki począwszy od 1 sierpnia 1998 roku. W 2013 roku Armstrong przyznał się do stosowania między innymi EPO, transfuzji krwi, testosteronu i kortyzonu. Mimo to jeden z najpoważniejszych rywali Amerykanina, Jan Ullrich stwierdził, że Amerykaninowi powinno się przywrócić wszystkie wyniki, z uwagi na powszechność stosowania dopingu wśród kolarzy w tamtych czasach.

## Drużyny
W tej edycji TdF wzięło udział 20 drużyn:
| - US Postal - Banesto - Mapei-Quick Step - Rabobank - ONCE-Deutsche Bank | - Team Telekom - Mercatone Uno-Albacom - AG2R Prévoyance - Saeco-Valli & Valli - Festina | - Farm Frites - Cofidis - Lotto-Adecco - Française des Jeux - Team Polti | - Crédit Agricole - Vini Caldirola-Sidermec - Kelme-Costa Blanca - Team Memory Card-Jack & Jones - Bonjour |

## Etapy
| 1  | 1 lipca  | Futuroscope                    | ITT 16,5 km   | David Millar         |               |               |               |
| 2  | 2 lipca  | Futuroscope – Loudun           | 194,0 km      | Tom Steels           |               |               |               |
| 3  | 3 lipca  | Loudun – Nantes                | 161,5 km      | Tom Steels           |               |               |               |
| 4  | 4 lipca  | Nantes – Saint-Nazaire         | TTT 70,0 km   | ONCE                 |               |               |               |
| 5  | 5 lipca  | Vannes – Vitré                 | 202,0 km      | Marcel Wüst          |               |               |               |
| 6  | 6 lipca  | Vitré – Tours                  | 198,5 km      | Léon van Bon         |               |               |               |
| 7  | 7 lipca  | Tours – Limoges                | 205,5 km      | Christophe Agnolutto |               |               |               |
| 8  | 8 lipca  | Limoges – Villeneuve-sur-Lot   | 203,5 km      | Erik Dekker          |               |               |               |
| 9  | 9 lipca  | Agen – Dax                     | 181,0 km      | Paolo Bettini        |               |               |               |
| 10 | 10 lipca | Dax – Hautacam                 | 205,0 km      | Javier Otxoa         |               |               |               |
| 11 | 11 lipca | Bagnères-de-Bigorre – Revel    | 218,5 km      | Erik Dekker          |               |               |               |
|    | 12 lipca | Dzień przerwy                  | Dzień przerwy | Dzień przerwy        | Dzień przerwy | Dzień przerwy | Dzień przerwy |
| 12 | 13 lipca | Carpentras – Mont Ventoux      | 149,0 km      | Marco Pantani        |               |               |               |
| 13 | 14 lipca | Awinion – Draguignan           | 185,5 km      | José Vicente Garcia  |               |               |               |
| 14 | 15 lipca | Draguignan – Briançon          | 249,0 km      | Santiago Botero      |               |               |               |
| 15 | 16 lipca | Briançon – Courchevel          | 173,5 km      | Marco Pantani        |               |               |               |
|    | 17 lipca | Dzień przerwy                  | Dzień przerwy | Dzień przerwy        | Dzień przerwy | Dzień przerwy | Dzień przerwy |
| 16 | 18 lipca | Courchevel – Morzine           | 196,0 km      | Richard Virenque     |               |               |               |
| 17 | 19 lipca | Évian-les-Bains – Lozanna      | 155,0 km      | Erik Dekker          |               |               |               |
| 18 | 20 lipca | Lozanna – Fryburg Bryzgowijski | 252,0 km      | Salvatore Commesso   |               |               |               |
| 19 | 21 lipca | Fryburg Bryzgowijski – Miluza  | ITT 58,5 km   | Lance Armstrong      |               |               |               |
| 20 | 22 lipca | Belfort – Troyes               | 254,5 km      | Erik Zabel           |               |               |               |
| 21 | 23 lipca | Paryż – Paryż (Champs-Élysées) | 138,0 km      | Stefano Zanini       |               |               |               |

## Liderzy klasyfikacji po etapach
| Etap                 | Zwycięzca            | Klasyfikacja generalna | Klasyfikacja punktowa | Klasyfikacja górska | Klasyfikacja młodzieżowa | Klasyfikacja drużynowa |
| -------------------- | -------------------- | ---------------------- | --------------------- | ------------------- | ------------------------ | ---------------------- |
| 1                    | David Millar         | David Millar           | David Millar          | Marcel Wüst         | David Millar             | US Postal              |
| 2                    | Tom Steels           | David Millar           | Tom Steels            | Marcel Wüst         | David Millar             | US Postal              |
| 3                    | Tom Steels           | David Millar           | Tom Steels            | Marcel Wüst         | David Millar             | US Postal              |
| 4                    | ONCE                 | Laurent Jalabert       | Tom Steels            | Marcel Wüst         | David Cañada             | ONCE                   |
| 5                    | Marcel Wüst          | Laurent Jalabert       | Tom Steels            | Paolo Bettini       | David Cañada             | ONCE                   |
| 6                    | Léon van Bon         | Alberto Elli           | Tom Steels            | Paolo Bettini       | Salvatore Commesso       | Rabobank               |
| 7                    | Christophe Agnolutto | Alberto Elli           | Marcel Wüst           | Paolo Bettini       | Salvatore Commesso       | Rabobank               |
| 8                    | Erik Dekker          | Alberto Elli           | Marcel Wüst           | Erik Dekker         | Salvatore Commesso       | Rabobank               |
| 9                    | Paolo Bettini        | Alberto Elli           | Erik Zabel            | Erik Dekker         | Salvatore Commesso       | Rabobank               |
| 10                   | Javier Otxoa         | Lance Armstrong        | Erik Zabel            | Javier Otxoa        | Francisco Mancebo        | Rabobank               |
| 11                   | Erik Dekker          | Lance Armstrong        | Erik Zabel            | Javier Otxoa        | Francisco Mancebo        | Rabobank               |
| 12                   | Marco Pantani        | Lance Armstrong        | Erik Zabel            | Javier Otxoa        | Francisco Mancebo        | Banesto                |
| 13                   | José Vicente García  | Lance Armstrong        | Erik Zabel            | Javier Otxoa        | Francisco Mancebo        | Banesto                |
| 14                   | Santiago Botero      | Lance Armstrong        | Erik Zabel            | Santiago Botero     | Francisco Mancebo        | Banesto                |
| 15                   | Marco Pantani        | Lance Armstrong        | Erik Zabel            | Santiago Botero     | Francisco Mancebo        | Banesto                |
| 16                   | Richard Virenque     | Lance Armstrong        | Erik Zabel            | Santiago Botero     | Francisco Mancebo        | Kelme                  |
| 17                   | Erik Dekker          | Lance Armstrong        | Erik Zabel            | Santiago Botero     | Francisco Mancebo        | Kelme                  |
| 18                   | Salvatore Commesso   | Lance Armstrong        | Erik Zabel            | Santiago Botero     | Francisco Mancebo        | Kelme                  |
| 19                   | Lance Armstrong      | Lance Armstrong        | Erik Zabel            | Santiago Botero     | Francisco Mancebo        | Kelme                  |
| 20                   | Erik Zabel           | Lance Armstrong        | Erik Zabel            | Santiago Botero     | Francisco Mancebo        | Kelme                  |
| 21                   | Stefano Zanini       | Lance Armstrong        | Erik Zabel            | Santiago Botero     | Francisco Mancebo        | Kelme                  |
| Klasyfikacja końcowa | Klasyfikacja końcowa | Lance Armstrong        | Erik Zabel            | Santiago Botero     | Francisco Mancebo        | Kelme                  |

Podczas 2. etapu David Millar nosił żółtą koszulkę, a Lance Armstrong, drugi w klasyfikacji punktowej, zieloną.

## Klasyfikacje końcowe

### Klasyfikacja generalna
| Pozycja | Zawodnik          | Drużyna   | Czas         |
| ------- | ----------------- | --------- | ------------ |
| 1.      | Lance Armstrong   | US Postal | 92 h 33' 08" |
| 2.      | Jan Ullrich       | Telekom   | +6' 02"      |
| 3.      | Joseba Beloki     | Festina   | +10' 04"     |
| 4.      | Christophe Moreau | Festina   | +10' 34"     |
| 5.      | Roberto Heras     | Kelme     | +11' 50"     |
| 6.      | Richard Virenque  | Polti     | +13' 26"     |
| 7.      | Santiago Botero   | Kelme     | +14' 18"     |
| 8.      | Fernando Escartín | Kelme     | +17' 21"     |
| 9.      | Francisco Mancebo | Banesto   | +18' 09"     |
| 10.     | Daniele Nardello  | Mapei     | +18' 25"     |

### Klasyfikacja punktowa
| Pozycja | Zawodnik          | Drużyna            | Punkty |
| ------- | ----------------- | ------------------ | ------ |
| 1.      | Erik Zabel        | Telekom            | 321    |
| 2.      | Robbie McEwen     | Farm Frites        | 203    |
| 3.      | Romāns Vainšteins | Vini Caldirola     | 184    |
| 4.      | Emmanuel Magnien  | Française des Jeux | 157    |
| 5.      | Erik Dekker       | Rabobank           | 138    |

### Klasyfikacja górska
| Pozycja | Zawodnik         | Drużyna | Punkty |
| ------- | ---------------- | ------- | ------ |
| 1.      | Santiago Botero  | Kelme   | 347    |
| 2.      | Javier Otxoa     | Kelme   | 283    |
| 3.      | Richard Virenque | Polti   | 267    |
| 4.      | Pascal Hervé     | Polti   | 234    |
| 5.      | Nico Mattan      | Cofidis | 164    |

### Klasyfikacja młodzieżowa
| Pozycja | Zawodnik          | Drużyna        | Czas         |
| ------- | ----------------- | -------------- | ------------ |
| 1.      | Francisco Mancebo | Banesto        | 92 h 51' 17" |
| 2.      | Guido Trentin     | Vini Caldirola | +17' 48"     |
| 3.      | Grischa Niermann  | Rabobank       | +33' 57"     |
| 4.      | David Cañada      | ONCE           | +59' 35"     |
| 5.      | David Millar      | Cofidis        | +1 h 54' 54" |

### Klasyfikacja drużynowa
| Pozycja | Drużyna | Czas          |
| ------- | ------- | ------------- |
| 1.      | Kelme   | 278 h 10' 47" |
| 2.      | Festina | +13' 42"      |
| 3.      | Banesto | +18' 21"      |
| 4.      | Telekom | +40' 08"      |
| 5.      | Lotto   | +1 h 11' 50"  |